# Jade Eshete

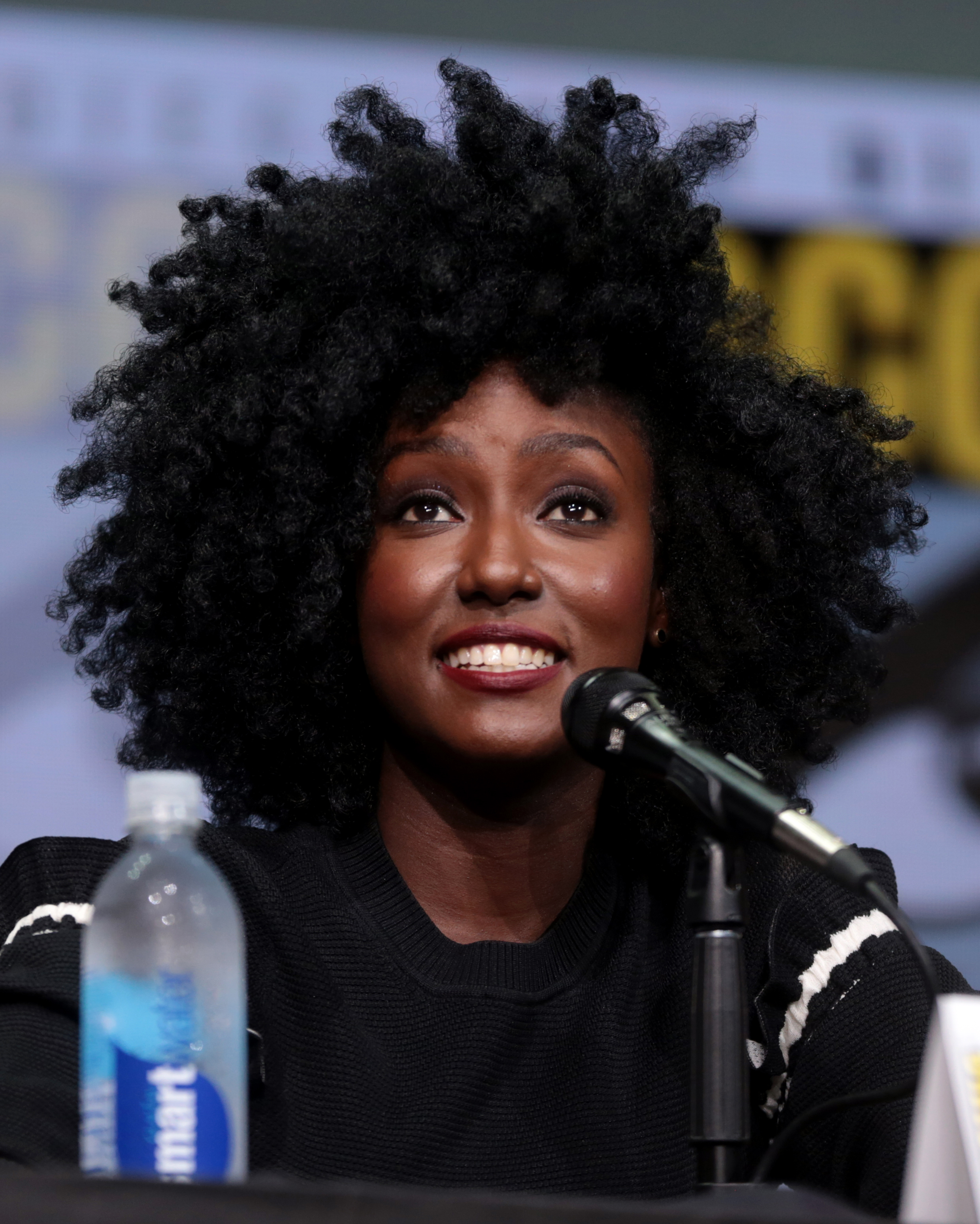
Jade Eshete (2017)

Jade Eshete (* 9. Januar 1985 in New York City) ist eine amerikanische Schauspielerin.

## Leben
Jade Eshete wurde im New Yorker Stadtteil Brooklyn geboren, wo sie auch aufwuchs. Ihre Eltern stammen aus Guyana und Äthiopien. Eshete absolvierte ein Studium als Bauingenieurin am City College of New York.
Ihre Schauspielerlaufbahn begann sie als Musicaldarstellerin und beim Theater. Im Jahr 2015 spielte sie in einer Episode der Fernsehserie High Maintenance mit, es folgten Auftritte in einem Kurzfilm und weiteren Fernsehserien. In der von 2016 bis 2017 erschienenen Serie Dirk Gentlys holistische Detektei spielte Jade Eshete die Hauptrolle der Farah Black.

## Filmografie (Auswahl)
- 2015: High Maintenance (Fernsehserie, Episode 2x05)
- 2016: Deadbeat (Fernsehserie, Episode 3x07)
- 2016: Shades of Blue (Fernsehserie, 3 Episoden)
- 2016–2017: Dirk Gentlys holistische Detektei (Dirk Gently’s Holistic Detective Agency, Fernsehserie, 17 Episoden)
- 2019–2022: Billions (Fernsehserie, 14 Episoden)
- 2019: It‘s Bruno (Fernsehserie, 3 Episoden)
- 2020: Materna
- 2020: Really Love
- 2023: Black Cake (Fernsehserie, 4 Episoden)